# کاظم محمدی
کاظم محمدی (زادهٔ ۱۳۵۲ – درگذشتهٔ ۱۲ مرداد ۱۴۰۰) بازیکن سابق تیم ملی فوتسال ایران بود. او سابقهٔ ۶ دوره قهرمانی بازی‌های آسیایی را در کارنامهٔ ورزشی خود داشت.

## زندگی‌نامه
کاظم محمدی در سال ۱۳۵۲ در شهر ری متولد شد. او عضو باشگاه دانشگاه آزاد بود و از سال ۱۳۷۷ به تیم ملی دعوت شد و نخستین بازی ملی خود را به همراه تیم ملی فوتسال ایران انجام داد. وی به همراه تیم ملی ایران به ۶ دورهٔ قهرمانی بازی‌های آسیایی رسید. او همچنین سابقهٔ آقای گلی فوتسال آسیا را در سال ۱۹۹۹ و حضور در جام جهانی تایوان را در کارنامهٔ خود داشت.

## درگذشت
کاظم محمدی، ۱۲ مرداد سال ۱۴۰۰ به علت ابتلا به بیماری کرونا درگذشت. در پی درگذشت کاظم محمدی، فدراسیون فوتبال در پیامی این اتفاق را به جامعه فوتسال و خانواده‌اش تسلیت گفت.